# 医療化

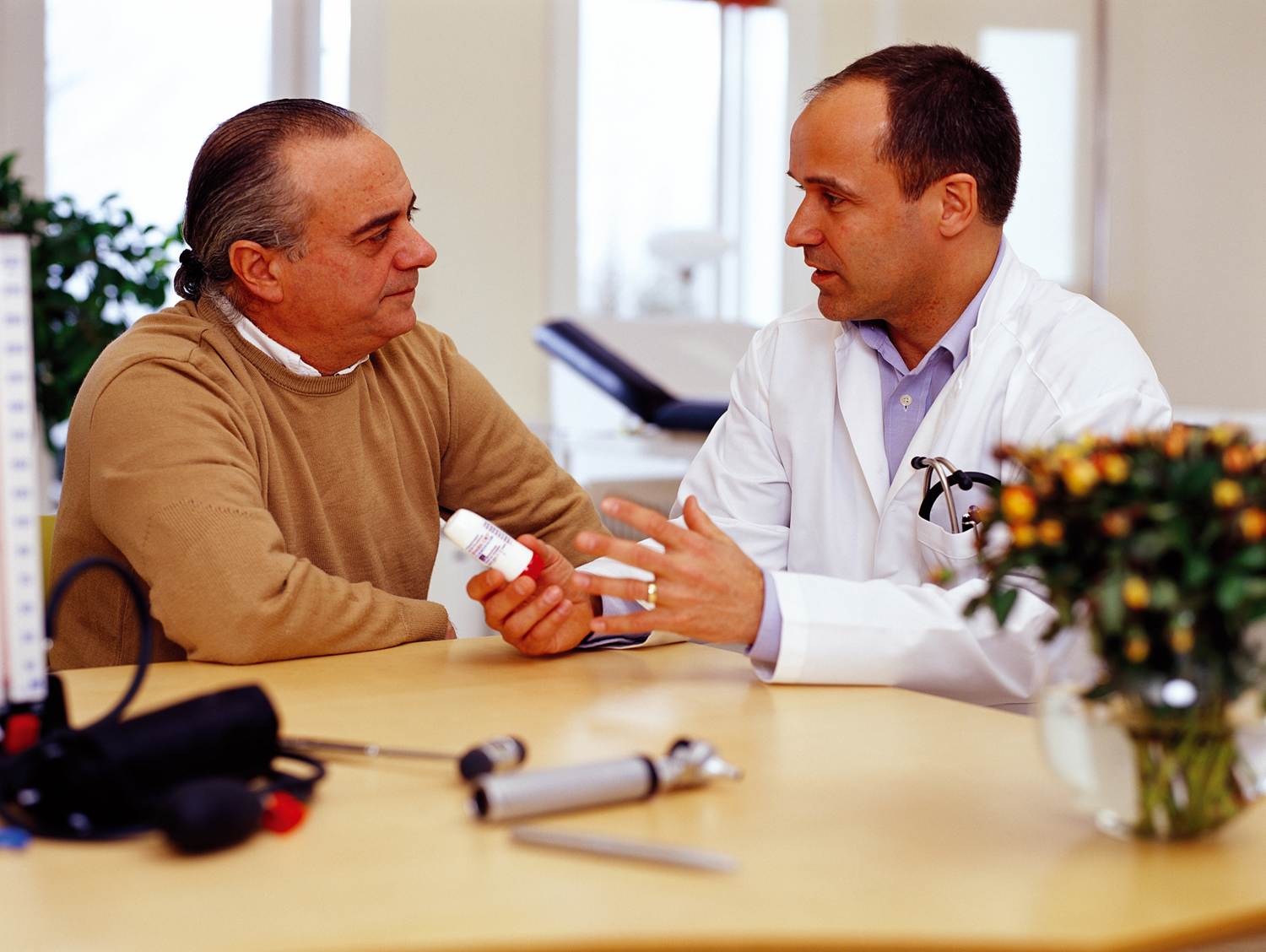
会話する医者と患者。

医療化（いりょうか、英語: medicalization）とは、宗教、司法、教育、家庭などの社会生活の中で起こっているとされ、医療的問題とされていない領域（社会的、道徳的に望ましくないとみなされた行動・嗜好など）が、次第に社会的に病気と定義され、診断・研究・治療・予防といった医療の対象になっていくことを指す。新しいエビデンスや仮説の登場、社会や経済の変化、新しい治療法や新薬の開発・普及などによって起こる。1970年代から社会学の分野で使われ、医療を対象とした社会学（sociology of medicine、医療社会学）の説明として多く研究され、今日でも医療を社会統制の一つとして社会学的に考える上で重要な概念であり続けている。
しばしば批判のための言葉としても用いられ、病気喧伝（Disease mongering）、病理化（pathologization） と呼ばれることがある。医療化の反対の用語は、脱医療化（demedicalization）である。これは、同性愛のように、医療の対象であったものが医療の対象でなくなることをさす。

## 概要
医療化論には、大まかにわけて、医療化という現象に対して批判的な意味を待たせる 医療化論と、記述的な概念として使おうとする医療化論が存在する。前者の代表は、イヴァン・イリイチに典型的に見られる議論である。イリイチの『脱病院化社会』（原著1976年）などでは、医療専門家の支配領域が近代社会で「帝国主義的」に拡大し、社会的な問題が個人の身体の不調として切り詰められることが、「医療化」として語られている。後者の代表は、ピーター・コンラッドなどに見られる社会構築主義アプローチである。
破壊行為（vandalism）、飲酒癖（Alcoholism）、同性愛、危険な運転、政治的なものなど様々な逸脱など、一度問題が「疾病（disease）」と認識されたならば、医学（現代医学）では治療の対象にされる。臨床的な医療者と患者の関係とは異なる場所で、新たなタイプの現代的医療化が進展しつつある。1980〜90年代以降には同性愛が病的と見なされなくなり、「不登校」は80年代までは「登校拒否症」と捉えられ精神医療の対象であったが、90年代になってこの病名を貼られることはほとんどなくなり、医療の対象からおおむねはずされた（脱医療化）。医療専門家よりも製薬企業の役割が大きい場合があり（薬物化）、消費者としての患者が自ら病気としての認定を求める場合がある。また、健康者が医薬品などを用いて能力増強を図る場合があること（エンハンスメント）などの事例がある。身近な薬物化の例では、グラクソ・スミスクラインなどの欧米の製薬会社が日本に行ったメガマーケティングキャンペーンで、それまでと全く異なるうつ病観・巨大なうつ病薬市場が創出された事例などがある。また、先進国における出産の現場が、自宅出産から病院や産院へと変化したことも、医療化の例としてよくとりあげられる。妊娠・出産の医療管理であるとして、フェミニズムからの抗議があった。

## 医療化を扱ったフィクション
グレッグ・イーガン 『繭』（『祈りの海』 Oceanic and Other Stories　早川書房〈ハヤカワ文庫SF〉、2000年 収録）